# 萨尚
萨尚（法語：Sachin，法語發音：[saʃɛ̃]）是法国上法蘭西大區加来海峡省的一个市镇，属于阿拉斯区。

## 地理
萨尚（50°29'13"N, 2°22'33"E）面积5.9 平方千米，位于法国上法蘭西大區加来海峡省，该省份为法国北部沿海省份，西北濒北海，南至索姆省，东临北部省。
与萨尚接壤的市镇（或旧市镇、城区）包括：巴约勒莱佩尔讷、欧梅尔瓦勒、菲耶夫、内东、佩尔讷、普雷西、桑莱佩尔讷。

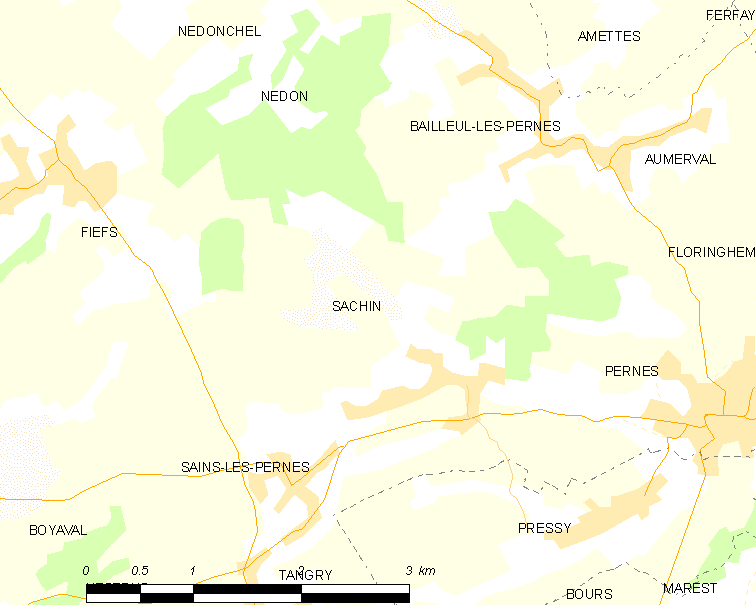
萨尚的OSM定位图

萨尚的时区为UTC+01:00、UTC+02:00（夏令时）。

## 行政
萨尚的邮政编码为62550，INSEE市镇编码为62732。

## 政治
萨尚所属的省级选区为泰努瓦斯河畔圣波勒县。

## 人口

1962-2008年间萨尚人口变化图示

萨尚于2022年1月1日时的人口数量为320人。